# Mexican Mousepiece
Pour plus de détails, voir Fiche technique et Distribution.
Mexican Mousepiece est un court métrage américain Looney Tunes de 1966 réalisé par Robert McKimson, mettant en scène Daffy Duck contre Speedy Gonzales.